# Contaminación en la Ciudad de México

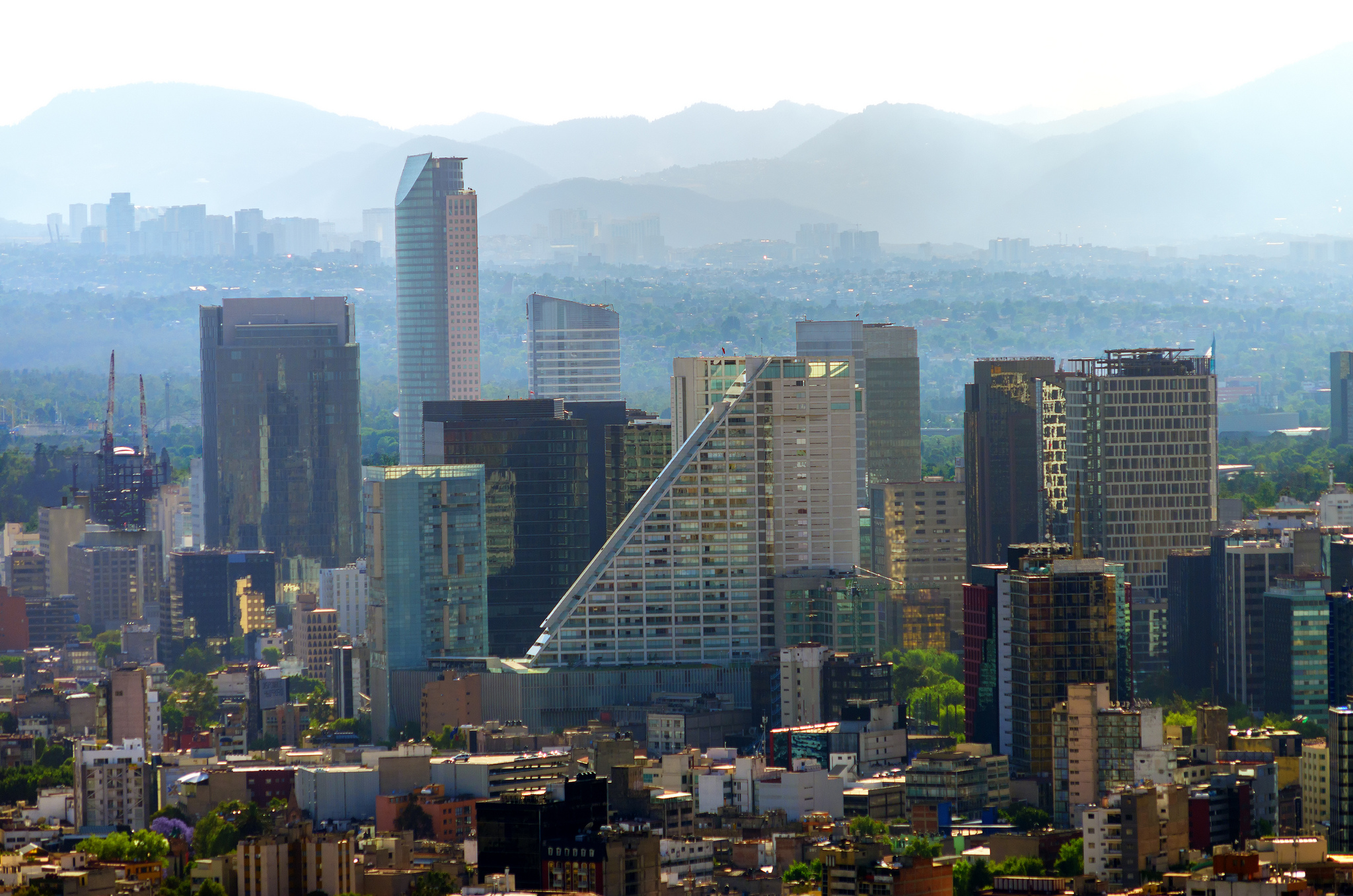
Smog en el fondo de la ciudad.

El exceso de contaminantes comenzó aproximadamente en los años setenta-ochenta y continuó aumentando progresivamente hasta la actualidad. Hasta ahora no ha habido ninguna solución que acabe con el conflicto.
La contaminación es el conjunto de sustancias químicas y dañinas para el medio ambiente y, desafortunadamente, ésta proviene del ser humano, pues la naturaleza no desprende, por sí sola, ninguna sustancia nociva para el planeta. Ahora bien, los contaminantes no son todos iguales, existen diferentes tipos y en algunos países normalmente se clasifican en tres: biodegradables, no biodegradables y de degradación lenta. El aire que se considera limpio es aquel que se compone por nitrógeno y oxígeno, el desequilibrio ocurre cuando se generan sustancias nocivas para el ambiente. Los más afectados son Distrito Federal (ahora Ciudad de México) y Guadalajara Es un conjunto de acciones que buscan mantener la estabilidad económica de un país y es una mejora continua de calidad de vida, en particular de grupos pobres en desventaja, sin degradación del medio ambiente incluyendo la capacidad de la gente de mantener una relación cultural, estética y espiritual con su ambiente”
Debemos concebir el desarrollo sostenible como un proceso de cambio abierto y explicar las grandes transiciones que se avecinan en el orden económico, tecnológico, social, ambiental, político y comercial.

## Consecuencias
La Secretaría del Medio Ambiente divide en cuatro categorías principales las fuentes contaminantes: las puntuales, las de área, las móviles y las naturales. Las fuentes puntuales incluyen a las industrias, los comercios y los servicios regulados; las fuentes de área están conformadas por instalaciones pequeñas y numerosas pero cuyas emisiones en conjunto son considerables, como por ejemplo, las domésticas, las de combustibles, solventes y residuos agrícolas y ganaderos. Las fuentes móviles no son otra cosa que cualquier transporte automotor que circula por las vialidades, mientras que las emisiones de fuentes naturales son las producidas por los procesos propios de la vegetación y de los suelos.
De entre las cosas que se ven más afectadas por la contaminación están la fauna, el ambiente y la salud de los seres humanos. El smog que producen los autos afecta en gran medida a los pulmones de las personas diariamente. También provoca la irritación de los ojos y las vías respiratorias. Mueren casi 14.000 personas al año a causa de la contaminación. 
De acuerdo al Centro Mexicano, México ha alcanzando niveles de contaminación preocupantes para los ciudadanos. Anualmente se vierten 2814 kilogramos de plomo en aguas residuales y 547.000 toneladas de dióxido de carbono. Además, sustancias cancerígenas son lanzadas todos los días al aire, poniendo en peligro la salud de la población. 
Según el Centro Mexicano de Derecho Ambiental (CEMDA), en el marco del Congreso “Hacia Ciudades Saludables y Competitivas”, la contaminación en el agua también es un problema grave pues los desechos normalmente van a los ríos y lagos, que son los lugares que disponemos como fuentes naturales. El agua es indispensable para vivir y, por lo tanto, debe haber agua potable al alcance de cualquiera. Sin embargo, día a día, las posibilidades de conseguir agua purificada se vuelven más escasas. contaminación representa los mayores costos por degradación ambiental desde el 2009. El reporte del Sistema de Cuentas Económicas y Ecológicas México 2012, del Instituto Nacional de Estadística, Geografía e Informática (INEGI), donde este concepto se mantiene en el primer lugar, cuantifica el costo en 532 mil 679 millones de pesos, afectando de esta manera a la economía del país.
A nivel nacional, la contaminación se limita a las zonas industriales, y Monterrey es el que tiene el porcentaje más alto de emisiones anuales de contaminantes, con un 23.6 %. Otras ciudades, como por ejemplo Guadalajara y Ciudad de México, generan el 3.5 % y el 3 %, respectivamente. Para estimar los niveles de la contaminación en la Ciudad de México, se utilizan instrumentos que analizan el aire como pequeñas concentraciones de contaminantes y estos son monitoreados todo el tiempo, para que de esa forma puedan ser transmitidos al Centro de Información de la Calidad del Aire. Lo anterior permite averiguar si contienen compuestos tóxicos y si existen niveles altos de lluvia ácida.
En el lado de la cuestión geográfica, Bernardo Bolaños, profesor de Derecho Ambiental de la Universidad Autónoma Metropolitana, explica a BBC Mundo que la ubicación de la CDMX es un factor que por años ha contribuido a la contaminación del aire: "En la Ciudad de México vivimos en una cuenca rodeada de montañas, que es una especie de olla. Si a esto se suma que estamos a una altura considerable, se explica también por qué históricamente ha sido un lugar donde la contaminación queda atrapada". Y, también, señala, están los volcanes, que aunque no hayan sido señalados en esta ocasión, hay que tener en cuenta que la frecuente actividad del Popocatépetl en el pasado ha sido relacionada por el gobierno con un aumento en los niveles de contaminación en la CDMX.

## Visión a futuro
Si el país continúa de esta manera, se estima que ciudades como Monterrey y Guadalajara alcanzarán pronto los estándares de contaminación de la Ciudad de México. Es necesario modificar las normas para la calidad de vida de los habitantes y reducir los impactos de la contaminación y para eso los ciudadanos deben hacer conciencia pues no solo afecta a su ciudad o su país sino al mundo entero. La educación en las escuelas y en el hogar respecto al tema es de suma importancia pues las siguientes generaciones serán las que se enfrentarán a este problema y a pesar de que la situación no cambiará de un día a otro si los niños de hoy aprenden a cuidar el medio ambiente quizá en algunos años se podrá respirar un aire mucho más limpio.
Los habitantes tienen derecho a una sana convivencia y definitivamente uno de los aspectos que mejoraría la situación en gran medida es la del transporte. Al tener un transporte público funcional, seguro, suficiente y económico las personas lo preferirían sobre los automóviles pues los beneficiaría mucho principalmente por la cuestión del tráfico. 
Por su parte, el Estado también debe intervenir y establecer leyes concretas que sean sancionadas si no se cumplen; se debe educar a la población ya que se pueden miles de programas y establecer diversas leyes pero si la población no coopera, no habrá una mejoría. Para ello, es necesario que conozcan las causas, se informen de los problemas que nos afectan y contribuyan en la búsqueda de soluciones.
Una de las mejores soluciones para la contaminación de la Ciudad de México es el compromiso de los ciudadanos para preservar un ambiente de calidad y un ecosistema sano, también es importante saber que el aerosol es un gas tóxico que contamina al medio ambiente y debemos evitarlo.
Las instituciones de educación básica, tanto públicas como privadas, por norma deberían incluir en su plan de estudios la asignatura que contenga temas ecológicos donde se aplique el cuidado del medio ambiente y reciclado de materiales, así como medidas en el uso de combustibles no renovables, y fomentar el uso de tecnologías nuevas.
Como se menciona en el texto, una contribución en la contaminación es el smog, producido por las emisiones de los autos y demás industrias. Unido a esto, el gobierno se ha preocupado más por realizar obras que ayuden a movilizar más rápido una mayor cantidad de automóviles particulares como lo son los segundos pisos, y no por apoyar otros medios de transporte que contaminen menos, tal como lo son los metros, metrobús, trenes suburbanos, etc., que transportan a grandes cantidades de personas diariamente de una forma no tan eficiente, ya que no cubre con las necesidades que demanda este porcentaje mayor de personas, por lo cual optan por comprar autos particulares produciendo una mayor afluencia de contaminación. Aún implementando éstos nuevos medios de transporte tal vez no pueda solucionarse o revertirse el problema de contaminación que ya ha afectado en gran medida al país y al mundo entero, pero si podría disminuir de manera considerable.
Otro punto importante es la poca consciencia ciudadana que se ve actualmente, ya que podemos percibir como las calles de la Ciudad de México diariamente se encuentran con basura que se tira a diario por los mismos ciudadanos, y aunque es un problema que nos afecta directamente a los todos, poco se hace para revertirlo.

## Programas ambientales

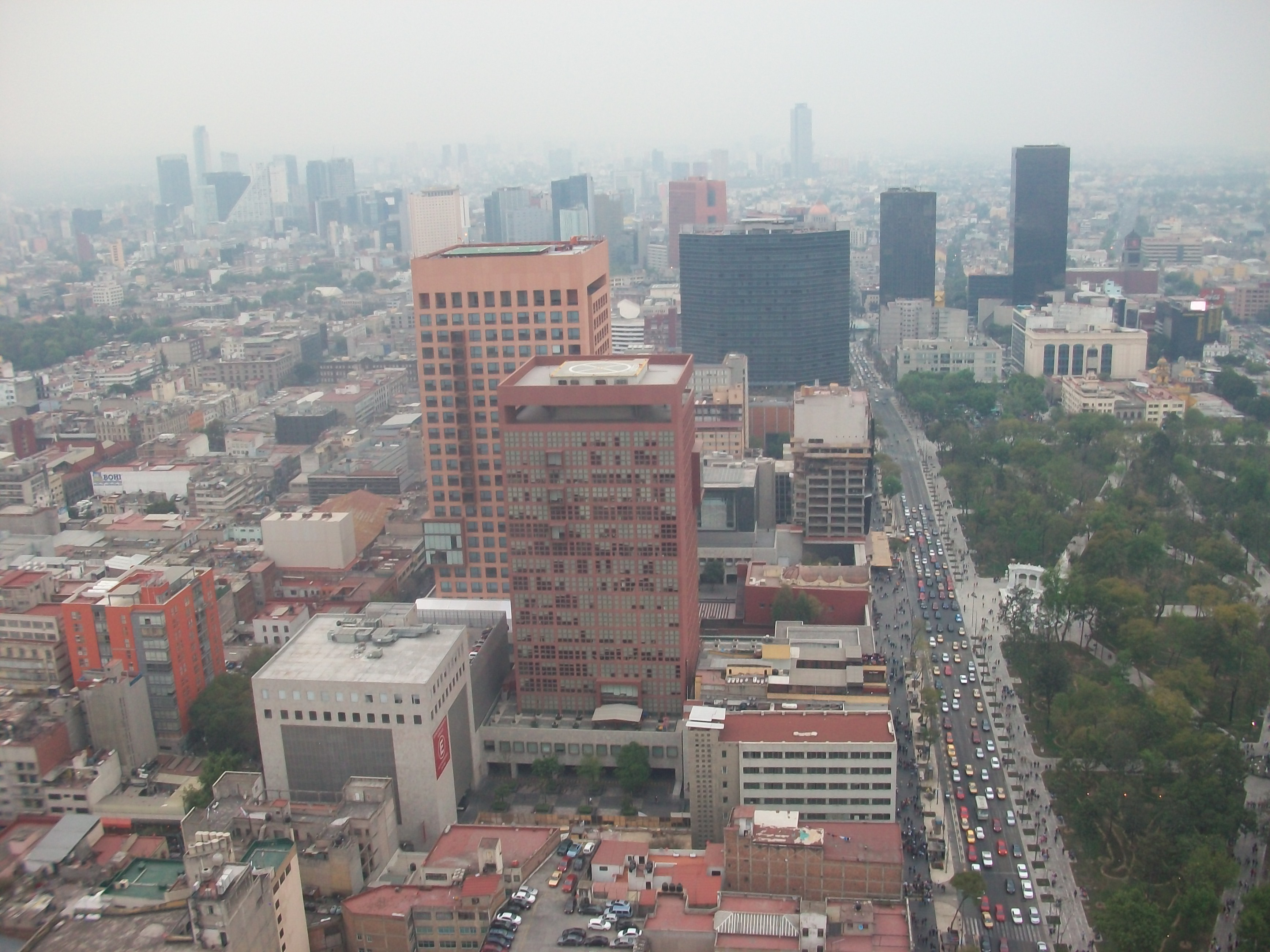

La Secretaría del Medio Ambiente, está enfocada a seis ejes prioritarios para la protección del entorno ambiental y para promover un desarrollo sustentable del medio ambiente urbano, con metas y acciones claras para el aprovechamiento integral y eficiente del capital natural y una nueva gobernanza ambiental que nos permita invertir, mantener y hacer una buena gestión de nuestros recursos naturales.
Los 6 rubros prioritarios de trabajo
- Calidad del aire y cambio climático:
- Movilidad su
- Suelo de conservación y biodiversidad:
- Infraestructura urbana verde
- Abastecimiento y Calidad del Agua
- Educación y comunicación ambiental

Existen diferentes programas y direcciones ambientales para el combate de la contaminación:

### Índice Metropolitano de la Calidad del Aire (IMECA)
El Índice Metropolitano de la Calidad del Aire (IMECA), funciona en México como valor de referencia para que la población de grandes ciudades como la Ciudad de México comprenda los niveles de contaminación del aire que prevalecen en su zona de residencia o trabajo.Este índice se encarga de monitorear los niveles de contaminantes atmosféricos (ozono (O3), dióxido de azufre (SO2), dióxido de nitrógeno (NO2), monóxido de carbono (CO) y partículas menores a 10 micrómetros (PM10)). La cual se basa en las Normas Oficiales Mexicanas de Salud Ambiental que establecen límites permisibles para proteger la salud de la población ante los contaminantes atmosféricos.

### Contaminación de robots.
Los automotores representan una fuente importante de contaminación del aire. El parque automotor incluye un numeroso y activo conjunto de vehículos propulsados por la combustión de hidrocarburos (ciclomotores, automóviles y camiones).
Las emisiones procedentes de los escapes de estos vehículos contienen monóxido de carbono, hidrocarburos y óxidos de nitrógeno que son liberados a la atmósfera en importantes cantidades; son los componentes del "smog oxidante fotoquímico". Por esta razón, las zonas urbanas más pobladas son las que sufren la mayor contaminación de este tipo.
La contaminación vehicular del aire produce efectos nocivos para la salud humana. Los estudios epidemiológicos estableciendo comparaciones entre áreas urbanas (elevado nivel de contaminación) y áreas rurales (bajo nivel de contaminación) demuestran que el aumento de los casos de enfermedades respiratorias está relacionado con las primeras.
Los vehículos son una de las fuentes más importantes de contaminantes del aire en la Ciudad de México por eso la Secretaría del Medio Ambiente cuenta con dos programas para asegurar que los vehículos que circulan en la Ciudad de México tiendan a una menor emisión posible de contaminantes. Estos programas son “verificación vehicular” y “el hoy no circula”.
Las estadísticas más recientes publicadas por el INEGI muestran que en la Ciudad México existen 4.7 millones de vehículos registrados en circulación y para la Zona Metropolitana la SEDEMA estima 5.3 millones, de los cuales el 80 % son para uso particular, 7 % corresponden al transporte público y 13 % al transporte de carga. Además se afirma, que los automóviles particulares representan únicamente una tercera parte del total de los viajes realizados por los habitantes diariamente, mientras que al transporte público le corresponden las dos terceras partes restantes.
Por otro lado, en el Inventario de Emisiones de Contaminantes Criterio de la ZMVM, se reconoce que el transporte de carga (del que se tienen registrados más de 700,000 unidades) es fundamental para la economía del país pero es altamente contaminante, pues ocasiona problemas de circulación vial, aumento de ruido y de emisiones de carbono negro y partículas finas.
Un vehículo nuevo comprado en México contamina de 8 a 10 veces más que uno nuevo comprado en Estados Unidos, así lo denunciaron organizaciones ambientales para exigir medidas al gobierno. El país vecino actualizó en marzo de 2014 su legislación en materia de combustibles y tecnologías vehiculares al Tier 3, un nuevo estándar basado en una gasolina más limpia mediante la reducción de azufre y de las emisiones de gases a casi cero. México todavía está en la Tier 1 ya que no actualiza su legislación en materia de emisión de contaminantes para vehículos ligeros nuevos, la NOM-042, desde 2005.
Aunque esta normativa debió actualizarse en 2010, todavía no existe ni siquiera un grupo de trabajo para hacerlo. México está más de 10 años atrasado con respecto de Estados Unidos en cuanto a normatividad de control de emisiones. La nueva legislación estadounidense supone una reducción del 80 % del Monóxido de Carbono (COv) y de Óxidos de Nitrógeno (NOx) de un estándar mucho más alto del que ya tiene México.
Según los resultados del Cuarto Almanaque de Datos y Tendencias de la Calidad del Aire en 20 Ciudades Mexicanas, la Zona Metropolitana del Valle de México es la más contaminada, seguida de Guadalajara, León y Monterrey. El auto-transporte es el principal responsable de la polución que respiramos, con el 90 % de las emisiones de Monóxido de Carbono (COv) y del 45 % de Óxidos de nitrógeno (NOx). Y son los vehículos ligeros los que emiten el 74 % de CO.
Esto podría reducirse drásticamente si se endurecieran los estándares de calidad de los combustibles y los parámetros establecidos para la tecnología de los nuevos coches que salen de fábrica. Aunque algunos autos nuevos ya cuentan con mejoramientos de la oxigenación del combustible, controles electrónicos para motores, catalizadores de oxidación para motores a Diésel o catalizadores de tres vías, las organizaciones sociales critican que se requieren muchas más tecnologías y que algunas de ellas no son compatibles con el alto contenido de azufre en los combustibles. Tan solo el 20 % de la gasolina que se consume en México es de bajo contenido en azufre, la tipo Premium, y aun así es tres veces más alta que la baja en azufre del país vecino, al tener 30 partes de azufre por millón. Los altos niveles de azufre reducen el rendimiento de los convertidores catalíticos, y aumentan las emisiones de partículas y contaminantes del aire.
El número de vehículos a gasolina está creciendo en promedio un 4.8 % anual, por lo que las emisiones crecen a la par. De acuerdo a datos de CTS Embarq sí la Semarnat revisara los estándares de la NOM-042 tan solo a la tecnología TIER-2 se reducirían 2,4 millones de toneladas de contaminantes locales al 2035. Esto equivale a detener toda la circulación vehicular de la Zona Metropolitana del Valle de México por más de un año.

### Denuncia ambiental

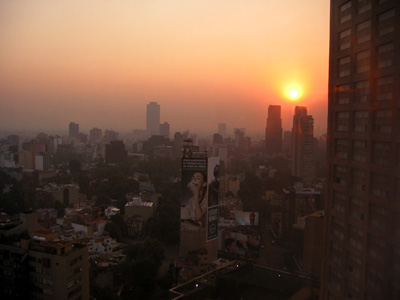

El ciudadano puede denunciar a los establecimientos industriales, mercantiles y de servicio, y de espectáculos públicos que emiten contaminantes al ambiente, y que se encuentran ubicados o que se realizan actividades en la Ciudad de México. (Art. 5 de la Ley Ambiental del Distrito Federal), así como aquellas obras y/o actividades que generen afectación en el suelo de conservación y áreas naturales protegidas de la misma.

### Constancias de regulación e incentivos fiscales
En el artículo 296 Bis del Código Fiscal del Distrito Federal, se prevé que las personas físicas que acrediten ser propietarias de inmuebles destinados a uso habitacional que se encuentren en cualquiera de los siguientes supuestos, tendrán derecho a la reducción del Impuesto Predial.

### Azoteas verdes
La Secretaría del Medio Ambiente ha venido impulsando desde el año 2007 la creación de áreas verdes inducidas mediante el sistema para la naturación de azoteas. Con este sistema se crean azoteas verdes en edificaciones de tipos diversos generando beneficios ambientales y sociales para todos, ayudando así al desarrollo de un país más sustentable.

### Reforestación urbana
La Dirección de Reforestación Urbana, Parques y Ciclovías es el área encargada de producir y mantener plantas adecuadas a las necesidades de reforestación de la Ciudad de México; desarrollar y aplicar la normatividad ambiental dirigida a promover, crear, rehabilitar, conservar y proteger las áreas verdes urbanas; decretar y atender las Áreas de Valor Ambiental y contribuir en el cuidado de las Áreas Verdes Urbanas del Distrito Federal, lo que reditúa en el mejoramiento del ambiente y de la calidad de vida de sus habitantes.

### Suelo de conservación
La Secretaría del Medio Ambiente, a través de la Dirección General de la Comisión de Recursos Naturales (DGCORENA) aplica programas dirigidos a regular, promover, fomentar, coordinar y ejecutar estudios y acciones en materia de protección, desarrollo, restauración y conservación de los ecosistemas naturales, la vegetación natural o inducida, restauración y conservación del suelo, agua y otros recursos naturales en el Suelo de Conservación y Áreas Naturales Protegidas.
Para la ejecución de sus actividades la CORENA desarrolla los siguientes programas y acciones relevantes:
- Prevención y combate de incendios forestales.
- humo de carros antiguos
- Reforestación rural y reconversión productiva.
- Producción de planta en vivero San Luis Tlaxialtemalco.
- Sanidad forestal.
- Programa Fondos de Apoyo para la Conservación y Restauración de los Ecosistemas a Través de la Participación Social (PROFACE).
- Protección de las razas de maíz del altiplano de México.
- Operación del Sistema de Áreas Naturales Protegidas.
- Retribución por la conservación de servicios ambientales en reservas ecológicas comunitarias y áreas comunitarias de conservación ecológica.
- Ciclovía en el suelo de conservación.

### Movilidad sustentable
La Estrategia de Movilidad en Bicicleta (EMB) de la Secretaría del Medio Ambiente del Gobierno del Distrito Federal busca promover el uso de la bicicleta como forma de movilidad sustentable dentro de la Ciudad de México, a través del fomento e impulso del transporte intermodal.
Responde a un modelo de ciudad basado en el bien común, la convivencia armónica entre ciudadanos, la recuperación del espacio público, la mejora en la salud de los habitantes y el establecimiento de una infraestructura que logre integrar al ciudadano con tu entorno.
Para lograrlo se han fijado cuatro objetivos principales:
- Crear redes de infraestructura vial ciclista
- Integrar la bicicleta a la red de transporte público
- Hacer accesible la bicicleta a la población
- Fomentar la cultura del uso de la bicicleta
- Existen cuatro principales proyectos que rigen a la estrategia
- Muévete en Bici
- BiciEscuela
- Infraestructura y Equipamiento
- ECOBICI

La EMB va mucho más allá del diseño y la implementación de carriles para bicicletas, ciclovías, biciestacionamientos y otras infraestructuras. El proyecto apunta a ser el catalizador de múltiples acciones para disfrutar y vivir mejor en la ciudad a través de crear una cultura ciclista que incluya la educación vial.

### Separar Basura
En el país existen lugares llamados centros de acopio operados por los municipios o delegaciones para recibir todo tipo de materiales para ser separados, clasificados o bien darles un tratamiento para reutilizarse.
Como son: electrónicos y electrodomésticos, cobre, bronce y plomo, papel y cartón, PET, vidrio, fierro, lámina y acero, plástico, aluminio y otros.
Hay 241 centros de acopio que recolectan diariamente materiales diversos, de los cuales 75 % es papel, cartón, PET y vidrio.
Las entidades con más centros de acopio son:
- 51 Querétaro
- 45 Jalisco
- 43 Estado de México
- 25 Michoacán de Ocampo

## Educación ambiental
La educación ambiental es un proceso de formación que permite tomar conciencia de la importancia del medio ambiente, promueve en la ciudadanía el desarrollo de valores y nuevas actitudes que contribuyan al uso racional de los recursos naturales y a la solución de los problemas ambientales que enfrentamos en nuestra ciudad actualmente.
En la Ciudad de México existe La Dirección de Educación Ambiental (DEA) emprende acciones encaminadas a fomentar una cultura sustentable, a través de proyectos educativos que buscan facilitar el conocimiento, la comprensión y la participación de la ciudadanía en el cuidado y protección de los recursos naturales para contrarrestar la contaminación del medio ambiente. Y lo hace a través de dos subdirecciones: la de Centros de Educación Ambiental, responsable de manejar los centros Ecoguardas (Ajusco Medio), Acuexcomatl (San Luis Tlaxialtemalco, Xochimilco), y Yautlica (Iztapalapa), en los cuales se llevan a cabo numerosas actividades dirigidas al público en general y a estudiantes de educación básica. Y la Subdirección de Procesos Escolarizados y Comunicación Educativa, es responsable de elaborar campañas de difusión sobre temas ambientales actuales, así como de brindar capacitación a empresas, instituciones, promotores y educadores ambientales.
SEMARNAT y SEP ya han incorporado la educación ambiental en Preescolar, Primaria y Secundaria en la formación educativa formal, impartida en escuelas a través de los libros de texto gratuito con contenidos de Educación Ambiental para fomentar una cultura ambiental no solo en la ciudad sino en todo el país.
Actualmente existe en línea un sitio del Portal Ciudadano del Gobierno del Distrito Federal de la Secretaría del Medio Ambiente (SEDEMA) que brinda información digitalizada acerca de campañas para el uso racional de nuestros recursos naturales y brindado alternativas ambientales adecuadas para el manejo especial y reciclaje de distintos residuos para fomentar los hábitos de separación y reciclaje entre la población.

## Acción ciudadana
El cuidado del ambiente requiere la participación de ciudadanos organizados y conscientes de temas como el calentamiento global, la disposición de agua, la deforestación, los patrones de producción y consumo, así como los principios y valores que sustentan a esta sociedad.
A partir de actividades cotidianas como transportarnos, asearnos, viajar, cocinar o comprar productos, y los impactos de éstas en el ambiente, es importante reflexionar en nuestros hábitos de consumo y actitudes hacia el cuidado y protección del ambiente.
En nuestra casa, trabajo, comunidad o escuela podemos iniciar actividades concretas para mejorar el entorno. Para lograrlo necesitamos observar nuestro alrededor e identificar alternativas menos dañinas al ambiente, cambiar conductas y tomar decisiones basadas en el mejoramiento de la calidad de vida.
Te invitamos a utilizar y enriquecer este material con tu creatividad y experiencia para fomentar una cultura ambiental en todo el país.
•	15 Acciones para el cuidado del ambiente
1. Infórmate. Conoce la problemática ambiental que hay en tu comunidad, en tu país y en tu planeta. Estar informado te permite saber qué hacer para proteger el medio ambiente.
2. Alza la voz. No basta con saber: hay que pronunciarse, denunciar, cuestionar, proponer, pasar la voz, motivar...
3. Actúa. Cada una de tus acciones impacta negativa o positivamente nuestros ecosistemas. No creas que tirar una basura no importa porque solo es una... no creas que levantar una basura no sirve porque solo es una. Todo cuenta, así que cada cosa que hagas que sea en favor del planeta. El papel de la acción ciudadana es hacer valer nuestros derechos y actuar como testigos de la sociedad ante aquellos actos y hechos que lesionan tales derechos. En muchos casos ha sido la sociedad civil la que, con sus demandas, ha impulsado la creación de normas y programas ambientales, al exigir acciones concretas ante problemas determinados. En Greenpeace creemos que para lograr este fin se debe optar siempre por una estrategia de acción no-violenta. Esto implica el respeto por todas las personas (ya sean aliados, neutrales o adversarios).
4. Exige a los tomadores de decisiones, a tus gobiernos (municipales, locales o federal) políticas públicas en beneficio del medio ambiente.
5. Usa bicicleta, transporte público o comparte el auto cuando lo utilices.
6. Elige productos que no estén envasados en plástico y recicla o reutiliza los envases.
7. Comprar productos de belleza (champú, jabón o maquillaje) elaborados con ingredientes naturales, no derivados del petróleo.
8. Aprovecha la energía solar. No solo como luz natural, también como fuente para recargar tus aparatos, hay cargadores solares para muchas cosas como celulares, relojes, calculadoras, etc.
9. No desperdicies energía. Apaga las luces que no utilices y desconecta los aparatos eléctricos.
10. Cambia definitivamente los focos de bombilla por focos ahorradores.
11. Tu refrigerador usa más energía que cualquier otro aparato en tu hogar pero éstos son los pasos para mantener su consumo de energía al mínimo
•	Mantenerlo en entre 3 y 5 °C, el congelador en entre -17 y -15 °C.
•	Abre la puerta lo menos posible y por un corto periodo para conservar la energía.
•	No lo ubiques cerca de una fuente de calor.
•	Limpia los carretes del condensador que se encuentran detrás o debajo del refrigerador por lo menos una vez al año.
12. Sé un consumidor responsable. Consume solo lo que necesitas y agota la vida útil de los productos, en otras palabras: reduce, reutiliza y recicla.
13. También se un consumidor responsable de agua. No desperdicies este cada vez más escaso recurso y al mismo tiempo estarás ahorrando energía porque hacerla llegar a tu casa, tratarla y desecharla implica un gasto energético.
14 Separa tus residuos al menos en orgánicos e inorgánicos y si es posible en reciclables (papel, aluminio, vidrio, cartón, tetrapack, etc).
15. Convierte tu basura orgánica en composta.
Aunado el Gobierno Mexicano Fomenta la participación de la sociedad con programas como El Premio al Mérito Ecológico:
El Premio al Mérito Ecológico ha sido el reconocimiento ambiental más importante en México. Tiene como objetivo reconocer a las personas, organizaciones e instituciones que realizan o hayan realizado acciones relevantes en materia ambiental para contribuir al desarrollo sustentable del país.